# کنت فرید
کنت فرید (انگلیسی: Kenneth Faried؛ زادهٔ ۱۹ نوامبر ۱۹۸۹) یک بازیکن بسکتبال اهل ایالات متحده آمریکا است.
از باشگاه‌هایی که در آن بازی کرده‌است می‌توان به دنور ناگتس اشاره کرد.